# Caprasio de Agen
San Caprasio de Agen fue un obispo y mártir francés nacido en Agen, murió martirizado en el año 303. No debe confundirse con su tocayo San Caprasio de Lérins.

## Leyenda francesa
De acuerdo a las tradiciones francesas, San Caprasio fue el primer obispo de Agen. Cuando sus feligreses se dispersaron debido a las persecuciones, el obispo continuó celebrando los sacramentos en santuarios secretos. Escondido en el otero de San Vicente, San Caprasio contempló el martirio de Santa Fe (6 de octubre) y, observando los prodigios que el Espíritu Santo obraba a través de su sierva, bajó al lugar en que yacían los despojos mortales de la joven santa y se encaró con el prefecto Daciano. Cuando el funcionario imperial le preguntó que quién era él, Caprasio manifestó que era un obispo galileo. Daciano, deslumbrado por la juventud y buen palmito del santo, le prometió que se libraría de la persecución si negaba a Cristo. Caprasio respondió que para él la mayor gloria era adorar al Dios único y que sólo deseaba los tesoros inmortales del Reino de los Cielos. El prefecto ordenó a sus lacayos que lo torturasen; pero como vio que la testadurez y temple de Caprasio sobrecogía al público villano, mandó trasladarlo a la cárcel. A la mañana siguiente firmó su sentencia de muerte. Mientras lo llevaban al lugar de ejecución Caprasio se topó con su madre, quien le pidió que no renegara de Cristo. Primo,  Feliciano y Alberta, hermanos de Santa Fe, se pusieron en torno al mártir, y Daciano no logró que se alejaran de él; así pues los mandó llevar al santuario de Diana cazadora con el fin de proporcionarles una postrera ocasión de rezar a los dioses paganos; dado que se negaron a ello, fueron degollados junto a Caprasio. Tras las decapitaciones hubo una masacre de galileos, porque la mayoría de los cristianos se negaron a renegar tras ver el ejemplo de sus hermanos y fueron lapidados por sus paisanos o yugulados por los guardias.
Esta historia es irreal. No obstante es cierto que en el siglo VI existía en Agen un templo consagrado a San Caprasio, que sin lugar a dudas fue un personaje real. También en Agen se conmemoraba la muerte en martirio de Alberta, Primo y Feliciano, aunque con casi toda seguridad estos otros no existieron jamás. Debe de tenerse en cuenta que Primo y Feliciano no son los mismos que sus tocayos romanos, cuya festividad es el 9 de junio. El Martirologio romano dedica un largo parágrafo a San Caprasio, pero no menciona que fuera obispo, ni mucho menos habla de sus presuntos camaradas de martirio.

## Leyenda aragonesa
De acuerdo a la tradición aragonesa, San Caprasio era un pastor de la sierra de Guara -al parecer el nombre de Caprasio se debe a que cuidaba cabras- pero llegó un momento en que tomó la determinación de convertirse en monje, tomó su gayata y la arrojó todo lo lejos que le permitieron sus fuerzas, yendo a caer su cayado pastoril en la sierra de Alcubierre. En el lugar donde se posó su cachava empezó a manar agua. Próxima a la recién nacida fuente se levantó la ermita, en un paraje muy vivificante debido a la abundancia de hierbas curativas, buenas aguas del cielo, plétora de selenita y aire limpio, allí logró serenar y curar su alma gracias a su calmosa fe en Dios y al alejamiento del mundanal ruido que obtuvo.

## Leyenda castellana
Caprasio era un eremita griego. Ocurrió un día que se cruzó en su camino una bella y joven pastora y pecó con ella. Dios lo condenó a vagar por el mundo hasta que encontrara un lugar bucólico parecido a la partida donde tuvo lugar su pecado, y en ese sitio levantar un monasterio y de este modo pagar por su nicolaísmo. El paraje pastoril que fue escogido resultó localizarse en las cercanías de Suellacabras.
Es posible que la leyenda de este mártir fuera llevada hasta esta lejana localidad de Soria a través de alguna ruta alternativa del Camino de Santiago. Sin embargo no se puede afirmar esto con total rotundidad, pues la imagen del santo de la ermita de Suellacabras, hoy sita en el templo del casco urbano, lo representa vestido con vestidos pontificiales, ropas que no cuadran con San Caprasio, pero que sin embargo son vestimentas que cuadran con otro santo homónimo, San Caprasio de Lerins, que asimismo fue también abad de su cenobio. los dos santos, el mártir y el abad de Lerins, son citados como si fueran la misma persona en documentos tales como la contabilidad de la ermita. Se trata de un caso de confusión de personalidad hagiográfica, hecho muy común en la época.
Caprasio en griego antiguo significa 'luz del alba', que viene a ser lo mismo etimológicamente hablando que Lucifer. Pese a esto San Caprasio de Lerins fue famoso por ser santo antidemoniaco, ya que sólo con su presencia huían las culebras (representación por excelencia del demonio en la tradición judeocristiana) o puede ser que además se entienda que era el 'Señor de las culebras' al cual prestan obediencia estas. No está de más acordarse de que San Caprasio figuraba en itinerarios e incunables como San Cabras, lo que es posible que sea una deficiente castellanización del antropónimo del santo o más bien, un diáfano vínculo con el politeísmo: «un dios pagano al que rinden culto tribus pastoriles de  reses caprinas» o incluso con lo demoniaco: A Satán la iconografía nos lo ha representado siempre con pezuñas y cuernos típicamente caprinos.  Una leyenda de Suellacabras nos cuenta que el demonio merodeaba por aquellos parajes, andaba el apóstol Santiago las remotas y desconocidas regiones de España, en las cuales poco éxito tenía su labor de proselitismo, cuando sus vagabundeos lo llevaron a la ribera del Duero. No sabemos si se encaminaba al valle del Ebro donde se le aparecería la Virgen, lo que si se sabe es que la suerte, o su constancia en la fe lo habían llevado hasta las estribaciones de la sierra del Almuerzo. Cuando llegó a estos lugares se topó con un monstruo, un espantoso dragón. El avieso reptil procedió a perseguile con aviesas intenciones. Aunque Santiago espoleaba a su caballo, hasta tal punto de pringar todos los flancos de sangre debido a los golpes de su espuela, la abominación no renunció a la persecución. En este oscuro momento columbra el apóstol de España una consoladora construcción: el monasterio de Capra se divisa a lo lejos. Se encamina hacia ese lugar a todo trote posible. Cuando llega a la puerta el equino cocea tenso la madera, allí se queda marcado el casco de la caballería del apóstol. Caprasio abre rápidamente la puerta, y entran como un rayo santo y montura. Afuera se queda con un palmo de narices la quimera. Cuenta la tradición que este ser mitológico era el mismo Lucifer. Si visitan este lugar, encontrarán las presuntas huellas del caballo de Santiago y también verán en el suelo de la ermita, una piedra milagrera que si la besa una moza soltera le procurará novio, así por lo menos lo dice la tradición de este lugar soriano.